# Мухамед ел Гадафи
Мухамед ел Гадафи (арап. محمد القذافي; рођен 1970) је најстарији син либијског вође Муамера ел Гадафија. Налази се на челу Либијског олимпијског комитета.
Такође је председник General Posts and Telecommunications Company која управља поштанским, телефонским и сателитским услугама у Либији. Компанија је главни интернет провајдер за Либију.
Дана 30. априла 2011, у ваздушном нападу НАТО снага убијен је његов трогодишњи син Сејф. Сахрањен је 2. маја у Триполију.